# Ralf Jurszo
Ralf Jurszo (* 1950 in Aalen) ist ein deutscher Maler und Aktionskünstler.

## Wirken
Nach der Schule studierte Ralf Jurszo zunächst Bühnenbild an der Staatlichen Akademie der Bildenden Künste Stuttgart. 1968 wechselte er an die HfBK nach Hamburg und studierte hier bis 1975. Danach nahm er verschiedene Lehraufträge für Volkshochschulen und Fachhochschulen an.
1987 war er Mitbegründer des Projektes KX. Kunst auf Kampnagel zusammen mit Ralf-Rainer Odenwald, Harald Preuße, Peter Reitberger, Günter Westphal und anderen.
Ralf Jurszo lebt und arbeitet in Hamburg.

## Werk
Mit nahezu fotorealistischen, bis ins minuziöseste Detail durchgearbeiteten, romantisch anmutenden Landschaftsbildern oder befremdlich, surreal wirkenden Stadtansichten versetzt Ralf Jurszo die Betrachter in eine verwirrend komplizierte Kunstwelt. Gewohnte Wahrnehmungsmuster werden in den Bildern zusätzlich durch irritierende, scheinbar unpassende Wörter oder geheimnisvoll erscheinende Personen gestört. Nichts ist, nichts bleibt, wie es auf den ersten flüchtigen Blick erscheint.
Die Arbeiten von Ralf Jurszo sind „Eine raffinierte Jonglage mit des Betrachters Imagination“ … „die Abstand zum eigenen Assoziationsverhalten einfordert, weil jede weitere Information verweigert wird.“

## Publikationen
- Schwarzbass zwei, Brunsbüttel: Stadtgalerie im Elbeforum, 2015, mit Manfred Eichhorn
- Ralf Jurszo – Nachtmahl am Wegesrand, Hamburg: Hyperzine-Verl., 2012
- Jack in the Woods, Galerie-W, 2016

## Ausstellungen (Auswahl)

### Einzelausstellungen
- 1988: Vancouver, Pitts International Galleries
- 1990: Kunsthaus, Nürnberg
- 2003: Waldmeister, Hamburg, Westwerk
- 2004: Lichtungen, Sammlung C 15, Hamburg
- 2006: Schattenwege, Hamburg, Projekthaus
- 2009: Kunstladen 101, Hamburg; Lieblicher Ort, Schauraum, Harburg
- 2016: Jack in the woods, Galerie-W, Hamburg

### Gruppenausstellungen
- 1982: Grenchen, Grafiktriennade
- 1983: Haus der Kunst, München
- 1986: Kunstverein, Pforzheim
- 1993: Künstlerforum, Bonn
- 2000; Berlin, Artforum, pocket art, Galerie T. Liedigk
- 2001: Linolschnitt heute, Bietigheim, Städt. Galerie (K); Hamburg, Museum Altona
- 2002: Miniaturen, Fürstenwalde, Städt. Galerie (K)
- 2005: Nebelscheinwerfer/die goldene Karosse, Hamburg, Einstellungsraum (K); BbK-Jahresausstellung, Hamburg, Kunsthaus, u. a. mit Petra Gabriele Dannehl
- 2006: Von der Sezession bis heute, Galerie Herold, Hamburg
- 2007: Brandshof Festiv, Hamburg; Galerie Carstensen, Hamburg
- 2008: Unterschwellig: Jahresausstellung des Berufsverbands bildender Künstler e.V. Hamburg, Kunsthaus, Hamburg
- 2010: Pico Hamburgo, Galerie Walden, Berlin G; NordArt, Büdelsdorf (K); Die neue Präzision II – slow paintings, Galerie Rainer Wehr, Stuttgart
- 2011: Hamburg, ortsgebunden – Zeichnungen, Pluto, Berlin; mit Jeannette Fabis, Andreas Oldörp; Roehren und Lamellen, Stadtgalerie im Elbeforum, Brunsbüttel G; SCHWARZ BASS, Westwerk, Hamburg; Hanseatische Gesellschaft für Wasserfarbenmalerei” Galerie Stella A., Berlin
- 2012: Nachtmahl am Wegesrand, Kulturzentrum Wassermühle Trittau/Atelierhaus EK; SHORT STORIES I – Bild und Literatur Stadtgalerie Lauenburg G; Sella Hasse Kunstpreis, ver.di, Hamburg (K)
- 2013: Hanseatische Gesellschaft für Wasserfarbenmalerei, Projekthaus Hamburg; Real existierende weihnachtsfreie Zone in Hamburg – Niendorf im Künstlerhaus Sootbörn, Künstlerhaus Sootbörn, Hamburg; Natur – Mensch, St. Andreasberg/Nationalpark Harz (K)
- 2014: Imaginarium, Galerie-W, mit Tobias Sandberger und Llaura I. Sünner, Hamburg (K); Imaginarium 2, Stadtmuseum Pinneberg (K); Vier Hanseaten, Galerie Stella A., Berlin G; Natur – Mensch, St. Andreasberg/Nationalpark Harz (K)
- 2015: schwarzbass zwei, Stadtgalerie im Elbeforum, Brunsbüttel; Strich oder Linie, Kunsthaus HH; Unbequeme Denkmäler, Flandernbunker Mahnmal Kilian, Kiel, KV Lauenburg (K)
- 2016: Imaginarium3, Schauraum, Harburg

(K = Katalog)

### Kooperationen in Hamburg
- 1991: Kunsthaus, Heimatabend
- 1992: KX-Kampnagel, Braunkohlwanderung
- 1993: KX-Kampnagel, UFO-Abend
- 1994: Altona, Congragatio
- 1997: Altonaer Volkspark, Congragatio 2 (u. a. mit H. Wienert, G. Gerlach)
- 1998–2000: in Kooperation mit Weltbekannt e.V.: CLUBABENDE im Filmhaus Hamburg
- 1999: Galerie 7/8, Western Night
- 2000: M6, puzzelink_evidenz.3:[3] Gärten und Straßen
- 2001: M6, puzzelink_evidenz.4: Wildnis, Wermut, Wissenschaft
- 2002: M6, puzzelink_evidenz.5: Der dritte Blick (mit P. Bouè, U. Thiele)
- 2003: M6, puzzelink_evidenz.6: Pergolëische Pataphrasen (mit G. Gerlach, G. Westphal)
- 2004: M6, puzzelink_evidenz.7, Romantik links (mit G.F.Gerlach, Uwe Schloen)
- 2005: M6, Heimatmuseum (mit G.F.Gerlach)
- 2006: M6, puzzelink_evidenz.9, Rückblick auf Mont Careux (mit G.F.Gerlach, Peter Boué)
- 2009: M6, puzzelink_evidenz.12, CARCERICITY (mit G.F.Gerlach, Peter Boué)
- 2012: M6, puzzelink_evidenz.15, kurz und klein und knapp daneben (mit G.F.Gerlach, Andy Giorbino)
- 2015: M6, puzzelink_evidenz.18, heima (mit Manfred Eichhorn, Andy Giorbino)
- 2016: M6, puzzelink_evidenz.19, Nebenschauplätze und "Das Buch des Eremiten" (mit Llaura I. Sünner, Tobias Sandberger)
- 2017: M6, puzzelink_evidenz.20, Fakesimily und "Rotkäppchen" (mit Llaura I. Sünner, Tobias Sandberger)
- 2018: M6, puzzelink_evidenz.21, Wo auch immer Du hingehst, dort bist Du (mit Llaura I. Sünner)
- 2019: M6, puzzelink_evidenz.22, heller (mit Llaura I. Sünner, Ottmar Poschinger)

### Ständige Beteiligungen
- Lieblicher Ort
- Hanseatische Gesellschaft für Wasserfarbenmalerei